# Municipio de Boomer (Carolina del Norte)
El municipio de Boomer (en inglés: Boomer Township) es un municipio ubicado en el  condado de Wilkes en el estado estadounidense de Carolina del Norte. En el censo de los Estados Unidos de 2010 tenía una población de 2286 habitantes.

## Geografía
El municipio de Boomer se encuentra ubicado en las coordenadas 36°3′55.31″N 81°16′24.73″O / 36.0653639, -81.2735361.